# Viktor Magnus von Born
Viktor Magnus von Born, född 8 oktober 1851 i Helsingfors, död 15 september 1917 på Sarvlax i Pernå, var en finländsk friherre, godsägare och politiker. 
Han var en patriot och rättskämpe och en ledande person inom den finländska adeln och hela ståndslantdagen.
Efter juridisk examen 1873 blev han hovrättsauskultant och ägnade sig därefter åt skötseln av storgodset Sarvlax, som han ärvde efter fadern 1878, och av moderns gods Gammelbacka i Borgå. I egenskap av huvudman för ätten von Born gjorde han sin politiska debut vid lantdagen 1877–78 där han väckte uppmärksamhet med glödande inlägg i frågan om allmän värnplikt, vars införande i Finland han energiskt motsatte sig. Tillsammans med Kasten Antell och Arvid Nyberg grundade han 1881 i Lovisa tidningen Östra Nyland.
von Born blev snart en av adelns och ridderskapets och hela lantdagens mest betydande män. Under de s.k. ofärdsåren framstod han som en av Nikolaj Bobrikovs mest följdriktiga och målmedvetna motståndare. Han var en av ledarna för den s.k. rättskampen om Finlands ställning visavi Ryssland, bl.a. som organisatör av värnpliktsstrejker. På grund av sin verksamhet uppmanades han våren 1903 att lämna landet vid risk att i annat fall bli förd till Ryssland. Han tog sig med familj till Sverige, och fortsatte motståndet mot det ryska styret från en villa i Djursholm. I sin egenskap av lantdagsman kunde han återvända hösten 1904 efter kallelse till lagtima lantdag. Efter storstrejken oktober-november 1905 utsågs han till lantmarskalk vid den sista ståndslantdagen i Sverige-Finlands historia (höll i denna egenskap bl.a. adelns avskedstal i Finlands riddarhus).
von Born var även 1910–13 ledamot av den nya enkammarlantdagen, i vilken han tillhörde Svenska folkpartiets grupp. Han var ordförande i Finska hushållningssällskapet 1907–1913.
Genom sina verk om Sarvlax och Gammelbacka bröt han ny mark för den lokalhistoriska forskningen. 
von Born var son till senatorn och kammarherren friherre Johan August von Born och Fanny von Haartman. Han var gift första gången från 1876 med Hulda Berndtson, som var dotter till Fredrik Berndtson, och fick nio barn med henne. Efter hennes död 1891 gifte han om sig 1893 med Clara Grafström, vilken var dotter till Frithiof Grafström, och fick fem barn i detta äktenskap. År 1908 gifte han sig för tredje gången med Ellan de la Chapelle, som var änka efter konstnären Albert Edelfelt. von Born var far till Ernst von Born och Eric von Born. von Born är begravd i gravkoret på Pernå kyrka.